# Сінклервілл (Нью-Йорк)
Сінклервілл (англ. Sinclairville) — селище (англ. village) в США, в окрузі Чотоква штату Нью-Йорк. Населення — 579 осіб (2020).

## Географія
Сінклервілл розташований за координатами 42°15′55″ пн. ш. 79°15′33″ зх. д. / 42.26528° пн. ш. 79.25917° зх. д. (42.265359, -79.259059).  За даними Бюро перепису населення США в 2010 році селище мало площу 4,18 км², уся площа — суходіл.

## Демографія
Згідно з переписом 2010 року, у селищі мешкало 588 осіб у 255 домогосподарствах у складі 151 родини. Густота населення становила 141 особа/км².  Було 272 помешкання (65/км²).
Расовий склад населення:
| - 97,3 % — білих - 0,5 % — азіатів - 0,3 % — корінних американців |

До двох чи більше рас належало 1,7 %. Частка іспаномовних становила 2,0 % від усіх жителів.
За віковим діапазоном населення розподілялося таким чином: 22,6 % — особи молодші 18 років, 62,3 % — особи у віці 18—64 років, 15,1 % — особи у віці 65 років та старші. Медіана віку мешканця становила 40,6 року. На 100 осіб жіночої статі у селищі припадало 102,1 чоловіків;  на 100 жінок у віці від 18 років та старших — 97,8 чоловіків також старших 18 років.
Середній дохід на одне домашнє господарство  становив 47 362 долари США (медіана — 42 344), а середній дохід на одну сім'ю — 51 429 доларів (медіана — 45 179). За межею бідності перебувало 21,1 % осіб, у тому числі 35,2 % дітей у віці до 18 років та 20,0 % осіб у віці 65 років та старших.
Цивільне працевлаштоване населення становило 276 осіб. Основні галузі зайнятості: освіта, охорона здоров'я та соціальна допомога — 30,8 %, роздрібна торгівля — 15,6 %, будівництво — 11,2 %, транспорт — 8,7 %.